# Calendário solar
Na astronomia, o calendário solar é um calendário cuja marcação é baseada nos movimentos do Sol, utilizado pela primeira vez pelos egípcios, há cerca de seis mil anos, onde o ano possuía doze meses formado por trinta dias cada, perfazendo um calendário de 360 dias. Entretanto, eram adicionados cinco dias a mais ao final do ano, em comemoração aos aniversário dos deuses Osíris, Hórus, Ísis, Néftis e Seti, totalizando 365 dias. O calendário gregoriano, aceito como padrão mundial, é um exemplo de calendário solar.
Destaque-se que esta precisão do calendário solar egípcio (duração exata do ano de 365 dias e 1/4) foi possível devido à posição geográfica do país, de onde se pode observar Sirius, a mais brilhante estrela do céu. Estes notaram a precisão, mas corrigiram o calendário, senão no ano de 238 a.C.
O calendário gregoriano, introduzido pelo Papa Gregório XIII em 1582, é um exemplo moderno de calendário solar amplamente aceito como padrão mundial. Ele foi desenvolvido para corrigir a defasagem causada pelo antigo calendário juliano, criado por Júlio César, que contava com 365 dias por ano, mas sem levar em consideração o fato de que o ano solar é aproximadamente 365,2422 dias. Essa pequena diferença causava um erro significativo ao longo dos séculos, que foi ajustado por Gregório XIII ao adicionar um sistema de anos bissextos, que ocorrem a cada quatro anos, exceto nos múltiplos de 100, a menos que também sejam múltiplos de 400. Este ajuste mais refinado garante que o ano do calendário gregoriano seja extremamente próximo da duração real do ano solar.
Um aspecto interessante do calendário solar egípcio é sua precisão, que se deve, em grande parte, à observação astronômica da estrela Sirius, a mais brilhante do céu. Os egípcios eram capazes de observar a inundação anual do rio Nilo, que ocorria com grande precisão no período do heliacal de Sirius, ou seja, quando a estrela se alinhava com o sol ao amanhecer. Esse fenômeno, que marcava o início de uma nova temporada agrícola, foi um dos principais motivos pelo qual os egípcios conseguiram identificar e validar a duração de seu ano solar de 365 dias com grande precisão.
A observação de Sirius também desempenhou um papel crucial na fixação do calendário. O alinhamento heliacal de Sirius era uma marca registrada da mudança das estações e era fundamental para as práticas agrícolas e religiosas. A precisão com que os egípcios podiam prever esse evento e suas implicações para a sociedade refletem um avanço significativo nas ciências astronômicas e na aplicação prática dessa ciência para a organização do tempo e das atividades cotidianas.
Outro ponto importante é que a precisão do calendário solar egípcio não se limitou apenas a observações astronômicas e à introdução de dias extras, mas também à sua capacidade de adaptação. Com o tempo, no entanto, as pequenas discrepâncias que surgiam devido à ligeira diferença entre o calendário solar e o ciclo solar real foram reconhecidas, especialmente após os desenvolvimentos posteriores em astronomia durante o período helenístico e romano. A correção formal dessas discrepâncias veio com a introdução do calendário juliano e, posteriormente, o calendário gregoriano.
Em termos de impacto cultural, o calendário solar egípcio influenciou profundamente outros calendários que surgiram na Antiguidade, como os calendários romanos e gregos, sendo uma das primeiras tentativas de padronizar a contagem do tempo com base na observação dos ciclos naturais. Essa influência é refletida na estratégia de datas fixas para eventos religiosos e sociais em várias culturas.